# Briltodietiran
De briltodietiran (Hemitriccus orbitatus) is een zangvogel uit de familie tirannen (Tyrannidae).

## Naamgeving
De wetenschappelijke naam van deze soort werd voor het eerst geldig gepubliceerd door prins Maximilian zu Wied-Neuwied in 1831. 

## Kenmerken
De briltodietiran bereikt een lengte van 12 centimeter. Het is een kleine zangvogel met een lichtbruine kop. Hij heeft bruine ogen met een donkere iris.

## Verspreiding en leefgebied
Deze vogel is endemisch in Brazilië en komt daar voor in de staten Espírito Santo, Minas Gerais, Rio Grande do Sul en São Paulo. De natuurlijke habitats zijn de subtropische of tropische vochtige laagland bossen van Mata Atlântica op een hoogte van zeeniveau tot 1000 m.

## Status
De soort wordt bedreigd door habitatverlies, onder meer vanwege ontbossing. Om deze reden staat de briltodietiran als gevoelig op de Rode Lijst van de IUCN.